# Karol Ludwik Koniński
Karol Ludwik Koniński (ur. 1 listopada 1891 we Lwowie, zm. 23 marca 1943 w Rudawie pod Krakowem) – publicysta, krytyk literacki, prozaik, badacz kultury ludowej.

## Życie
Urodził się w rodzinie nauczyciela szkół średnich. Do gimnazjum uczęszczał w Żydaczowie i Krakowie. W latach 1911–1915 studiował historię na Uniwersytecie Jagiellońskim, gdzie uczęszczał również na wykłady z historii filozofii i nauk ekonomicznych. Działał w Towarzystwie Szkoły Ludowej oraz w „Strzelcu”. W 1916 został powołany do armii austriackiej, jednak przed końcem I wojny światowej zwolniono go z powodu gruźlicy kręgosłupa.
Od 1920 zajmował się publicystyką, przede wszystkim związaną z kulturą ludową. Publikował m.in. w czasopismach „Głos Narodu”, „Przegląd Warszawski”, „Myśl Narodowa”, „Przegląd Współczesny”, „Teatr Ludowy”, „Prosto z Mostu”, „Przegląd Powszechny”, „Zet”, „Ateneum”. W 1929 zamieszkał w Zakopanem z powodu pogarszającego się stanu zdrowia. W 1931 uzyskał stopień doktora na Uniwersytecie Lwowskim. Od lutego 1939 leczył się w sanatorium w Lanckoronie, skąd jesienią 1940 przeniósł się do Rudawy pod Krakowem. Został pochowany na miejscowym cmentarzu.

## Twórczość
Należał do grona najciekawszych, dziś często zapominanych pisarzy dwudziestolecia międzywojennego. W swych wypowiedziach kładł duży nacisk na etyczny wymiar kultury i sztuki. Pisał o zjawiskach społecznych i politycznych. Zbliżony był do obozu narodowego, ale opowiadał się jako przeciwnik antysemityzmu, przestrzegał też przed faszyzmem. Jako krytyk literacki nawiązywał do założeń krytyki modernistycznej, zwłaszcza do pisarstwa Karola Irzykowskiego. Dzieło literackie traktował jako przejaw życia psychicznego pisarza. Cenił zwłaszcza twórczość Jana Kasprowicza.
Światopogląd Konińskiego znalazł wyraz w opowiadaniach (np. Straszny czwartek w domu pastora, Dalsze losy pastora Hubiny), w których pisarz poruszał kwestie związane z wiarą religijną i jej miejscem w życiu praktycznym człowieka. Interesowała go rola przypadku w życiu, zajmował się też zagadnieniami winy i kary. Szukał przyczyn obecności zła w świecie i próbował je pogodzić z ideą obecności wszechmogącego i miłosiernego Boga.
W latach okupacji Koniński opracował spójną wizję sprawiedliwego ustroju, określoną mianem socjalizmu chrześcijańskiego. Twierdził, że jedynym humanistycznym i moralnym rozwiązaniem, zdolnym przeciwdziałać materialistycznemu socjalizmowi i klasowej walce, jest religijna forma socjalizmu oparta na zasadzie: Bóg jest Miłością i Światłem. W jego przekonaniu po wojnie konieczne będzie wprowadzenie sprawiedliwości redystrybucyjnej przez państwo – tak aby „nikt za dużo, nikt za mało” nie posiadał, a nierówności społeczne zostały złagodzone interwencją władzy ekonomicznej.
Pozostawił po sobie intymny pamiętnik o charakterze religijnym. Po wojnie ukazał się on w dwóch tomach: Nox atra i Ex labyrintho. Zapiski te stanowią przykład interesujących wyznań na temat sensu istnienia wiary chrześcijańskiej w obliczu wojennej katastrofy. Obie książki należą do najwspanialszych dokonań polskiej literatury medytacyjnej.
W czasie wojny prowadził dziennik, w którym analizował kolejne przyczyny klęski wrześniowej 1939. W notatkach tych znajduje się także wiele spostrzeżeń o charakterze metafizycznym.
Był także cenionym badaczem kultury ludowej. W 1938 wydał fundamentalną antologię Pisarze ludowi (ze wstępem Franciszka Bujaka).
Na podstawie noweli Straszny czwartek w domu pastora powstał film pt. Samotność we dwoje.